# Belden Inc.
Belden Inc. es un fabricante estadounidense de soluciones de transmisión de señales, incluyendo la creación de redes, conectividad y productos de cable. 
La compañía diseña, fabrica y comercializa productos de transmisión de señales de alta ingeniería para aplicaciones exigentes. Estos productos se utilizan en automatización industrial, empresa, seguridad, transporte, infraestructuras y mercados residenciales. Belden es uno de los mayores fabricantes con sede en Estados Unidos de cables electrónicos de alta velocidad y la compañía es conocida por sus productos de alta velocidad de señal de transmisión utilizados principalmente en la industria, la empresa y los mercados de difusión.

## Regiones
Belden opera en tres regiones:
- América
- Europa, Medio Oeste y África (EMEA)
- Asia Pacífico

Belden tiene su sede en San Luis, Misuri.

Su junta directiva la componen: David Aldrich, Lance C. Balk, Steven Berglund, Judy Brown, Bryan C. Cressey, Glenn Kalnasy, George Minnich, John M. Monter y John S. Stroup.

## Adquisiciones
- A principios de 2007, Belden compra Hirschmann, una compañía de marketing industrial focalizada en automatización industrial y sistemas Networking, por 260$ millones.[2]
- En el verano de 2007, Belden adquiere Lumberg Automation, la cual manufactura conectores para uso en la industria de automoción, por un precio no revelado.[3]
- En diciembre de 2009, Belden adquiere Telecast Fiber Systems, un fabricante de sistemas de fibra-óptica para la producción broadcast, por un precio no revelado.[4]
- En junio de 2008, Belden compra al proveedor de wireless LAN Trapeze por 113$ millones.[5]
- A finales de 2010, Belden adquiere GarrettCom, un manufacturador de productos de Networking, por 52$ million.[6]
- A finales de  2010, Belden compra Thomas & Betts Corporation, una compañía de productos de conectividad y comunicación coaxial, 78$ millones.[7]
- En noviembre de 2010, Belden compra al fabricante de conectores para broadcast LRC de Memphis, Tennessee por 78$ millones.
- En diciembre de 2010, Belden vende su división wireless a Juniper Networks.[8]
- En abril de  2011, Belden expande su presencia en  Sudamérica con la adquisición de Poliron, una compañía brasileña de cable por 30$ millones.[9]
- En septiembre de  2011, Belden adquiere SCADA, un proveedor de soluciones de seguridad, y a Byres Security, creador de soluciones en la industria de seguridad con la marca Tofino, por 7$ millones.[10]
- En junio de  2012, Belden adquiere Miranda Technologies, un proveedor global de soluciones hardware y software para la industria de emisión de televisión, cable, satélite e IPTV, por $377 millones.[11]
- En julio de 2012, Belden compró al proveedor de tecnologías broadcast Miranda Technologies de Montreal, Canadá por aproximadamente 345$ millones.
- En diciembre de  2012, Belden compró PPC, un desarrollador y manufacturador de soluciones de conectividad para el mercado de proveedores de servicios de banda ancha, por 515.7$ millones.[12]
- A primeros de 2014, Belden adquiere Grass Valley, un fabricante de soluciones broadcast punto-a-punto, por 220$ millones.[13]
- En diciembre de 2014, Belden comunicó que compraría Tripwire, por 710$ millones. El acuerdo, el cual se espera se cierre en el primer trimestre de 2015, permitirá a las compañías ofrecer soluciones de ciberseguridad a través de marcas de la industria y el broadcast.[14]
- A primeros de 2015, Belden compró Tripwire, una compañía que desarrolla, comercializa y vende soluciones para la tecnología de la información (IT) las cuales proporcionan automatización para la seguridad y cumplimiento, por 710$ millones.[15]

## PPC
PPC es una división de Belden. PPC  tiene una serie de patentes para la  tecnología de conectores y ha sido pionera en muchos avances que están disponibles en la actualidad para una variedad de industrias.  Las innovaciones PPC incluyen el Universal Compression Connector, el conector de compresión inalámbrica para la industria wireless y un conector HDMI con bloqueo.